# FC Augsburg
Fußball-Club Augsburg 1907 e. V., poznatiji kao FC Augsburg je njemački nogometni klub iz grada Augsburga. Trenutačno se natječe u Bundesligi, najvišem rangu njemačkog nogometa. Klub je osnovan 1907. godine pod imenom Fußball-Klub Alemannia Augsburg, a od 1921. do 1969. nastupao je pod imenom BC Augsburg. S više od 25.800 članova, najveći je nogometni klub u Švapskoj, regiji unutar njemačke savezne pokrajine Bavarske.

## Povijest
Klub je osnovan 1907., a od 1921. do 1969. igrali su pod nazivom  BC Augsburg. Klub je početkom 2000-ih igrao između druge i treće lige da bi 2006. ponovno krenuli uzlazno i priključili su se profesionalnim ekipama Njemačke. Od sezone 2010./11. igraju u najelitnijem rangu, 1. Bundesligi. Igraju na Augsburg Areni koji prima nešto više od 30.000 gledatelja. Najbolji su uspjeh ostvarili u sezoni 2014./15. kada su osvojili 5. mjesto i izborili izravan ulazak u Europsku ligu.

## Trofeji

### Domaća natjecanja
- 2. Bundesliga (doprvak) (1): 2010./11.

## Vanjske poveznice
- Službene stranice (njem.)